# Sternacutus
Sternacutus es un género de escarabajos longicornios de la tribu Acanthocinini.

## Especies
- Sternacutus achirae (Monné & Monné, 2012)
- Sternacutus albidus (Monné, 2009)
- Sternacutus alienus (Melzer, 1932)
- Sternacutus angulistigma (Bates, 1885)
- Sternacutus annulicornis (White, 1855)
- Sternacutus argus (Monné & Monné, 2012)
- Sternacutus arietinus (Bates, 1872)
- Sternacutus barbiflavus (Martins & Monné, 1974)
- Sternacutus bicristatus (Melzer, 1935)
- Sternacutus caliginosus (Monné & Monné, 2012)
- Sternacutus cinerascens (Bates, 1863)
- Sternacutus cretatus (Monné & Martins, 1976)
- Sternacutus cribripennis (Bates, 1885)
- Sternacutus dimidiatus (Aurivillius, 1922)
- Sternacutus doctus (Bates, 1863)
- Sternacutus dorsalis (Melzer, 1935)
- Sternacutus griseostigma (Monné & Monné, 2012)
- Sternacutus guttatus (Monné & Martins, 1976)
- Sternacutus jubapennis (Fisher, 1938)
- Sternacutus lateralis (Monné & Martins, 1976)
- Sternacutus moestus (Bates, 1885)
- Sternacutus mysticus (Bates, 1863)
- Sternacutus nyssodroides (Tippmann, 1960)
- Sternacutus orbiculus (Monné & Martins, 1976)
- Sternacutus spinicornis (Gilmour, 1962)
- Sternacutus striatus (Gilmour, 1962)
- Sternacutus strigosus (Bates, 1863)
- Sternacutus torquatus (Bates, 1881)
- Sternacutus zikani (Melzer, 1935)